# 木村博史
木村 博史（きむら ひろふみ、1971年7月25日 - ）は、クリエイティブディレクター、放送作家、テレビプロデューサー、日本の作家、日本ペンクラブ会員。
兵庫県西宮市生まれ。龍谷大学法学部卒業。共栄火災海上保険株式会社を経てインプリメント株式会社 取締役社長に就任する。
マーケティングツールのクリエイティブに必要なメソッドを1枚のシートにまとめたものが『人を動かす言葉の仕組み』として書籍化されて以降、YouTubeの運営、撮影、編集方法をまとめた『YouTube成功の実践法則53』などを上梓し作家としての活動をスタートする。。
現在は、マーケティングツール、映像制作、テレビ番組制作、オンライン配信運営に加えて、企業での動画運用コンサルティング、講演や執筆も行なっている。
特に企業分野での動画運用については、WebExなどオンライン配信プラットフォームを使用した記者会見やIR発表などの配信運営には2004年から、企業のYouTube運営については2007年から、とウェビナーやWeb会議という言葉がまだ日本で定着していない黎明期から取り組んでいた。。
そのためコロナ禍には、多くの企業や団体の決算説明会や記者会見などのオンライン配信導入に取り組み、以降も様々な業種でのオンライン配信運営を担当。特に導入時のディレクションに強みを持つ。主な仕事に、イオン株式会社、NTTコミュニケーションズ、国際協力機構（JICA）、シスコシステムズ、ジャパンラグビーリーグワン、日本経済新聞社、野村総合研究所など。映像制作には、AIG損害保険、集英社、日本農業新聞、船井総合研究所、三井住友海上保険などがある。
2023年から日本農業新聞広告賞の審査員を務める。

## 来歴・人物
保険会社時代は商品開発部で保険の開発や決算業務を担当。この時の経験と知識が映像業界では異色なので決算発表など企業分野でのオンライン配信ディレクションに役に立っていると述べている。
YouTubeなどSNSの動画運用にあたってはツクル、ツタワル、ツナガルの「3つのツ」を大切にすることを唱えている。これは映像業界に入った頃に現場で教えられた牧野省三の「1スジ・2ヌケ・3動作」からヒントを得て作ったフレーズだと言っている。映像制作でも「1スジ・2ヌケ・3動作」を大切にしており、「1スジ」については四層分析を使った企画や台本作り、「2ヌケ」についてはプロでなくても揃えられる撮影機材の組み合わせ、「3動作」についてはプロでなくてもできる映像や舞台で使われる立体的な表現演出などを伝えている。
そのため講演でも映画やテレビ番組のシーンを例にした演出や技術の説明を行うことが多い。
生成AIを使った動画活用の講演を日本農業新聞でマイクロソフトと共に行うなど新しい企画にも取り組んでいる。

## 著書
- 人を動かす言葉の仕組み（KADOKAWA）
- YouTube成功の実践法則53（ソーテック社）
- 伝わるプレゼン資料作成成功の実践法則50（ソーテック社）
- 改訂版 YouTube成功の実践法則60（ソーテック社）
- 世界一やさしい ブログ×YouTubeの教科書1年生（ソーテック社）
- 「作る」と「使う」の２つで変わる 動画で稼ぐ仕事術 Zoom、YouTube時代の新しい働き方 （WAVE出版）
- ウェビナー&オンラインイベントもミーティングもオンライン授業も! Zoom 1歩先のツボ 77（ソシム）
- これならわかる! できる! オンラインシフトの教科書（WAVE出版）
- ビジネスに役立つ 教養としての映像/動画（主婦の友社）
- スマホだけ×顔出しなし 隠れYouTuberで毎月3万円を稼ぐ（あさ出版）
- 動画を作って！と言われたときに困らない はじめての動画制作読本（玄光社）

## 主な寄稿
- 東洋経済オンライン（東洋経済新報社）[7]
- BigTomorrow（青春出版社）
- 夕刊フジ（産業経済新聞社）
- THE21（PHP研究所）
- anan（マガジンハウス）
- ビデオ SALON（玄光社）
- エステティック（日本エステティック協会）
- 戦略経営者（ TKCグループ）
- 朝日新聞
- 日本農業新聞
- 日本経済新聞
- Newsポストセブン（小学館）[8]

## 主なメディア制作・プロデュース

### テレビ番組
- りえ＆たいちのカイシャを伝えるテレビ出演：魚住りえ、木暮太一、新田哲史、谷本有香（2017年9月3日 - 終了、千葉テレビ放送）
- ビジネス共同参画ＴV出演：杉山愛、関谷亜矢子（2018年8月4日 - 、千葉テレビ放送）
- 日本損害保険代理業協会損害保険トータルプランナープロモーション 出演：ねづっち
- 魚住りえのカイシャを伝えるテレビ出演：魚住りえ、谷本有香（2019年10月6日 - 、千葉テレビ放送）
- 石田純一・さとう珠緒のカタカナ英会話出演：石田純一、さとう珠緒（2020年3月11日 - 終了、千葉テレビ放送）
- 踊る！チバテレYAGURA出演：花田虎上、庄司こなつ、すゑひろがりず、南にこ、C-Style、あかつ、近藤雄介（2020年４月１８日 - 、千葉テレビ放送）
- 今を乗り越え、未来に備えるヒント　出演：清水康一朗　（2020年6月6日 - 終了、千葉テレビ放送）
- コロナ禍を勝ち抜くヒント　出演：谷本有香　（2021年5月５日 - 終了、千葉テレビ放送）
- ベンチャーの翼が折れる瞬間　出演：谷本有香　（2021年8月7日 - 終了、千葉テレビ放送）

### 映像
- AIG損害保険
- 集英社
- 日本農業新聞
- 船井総合研究所
- 三井住友海上火災保険 など

### オンライン配信
- アラガン
- イオン株式会社
- NTTコミュニケーションズ
- 国際協力機構（JICA）
- シスコシステムズ
- ジャパンラグビーリーグワン
- 日本経済新聞社
- 日本光電工業
- 野村総合研究所 など